# Serie B (rugby a 15)
La Serie B rappresenta attualmente il campionato nazionale italiano maschile di terza divisione di rugby a 15, preceduta da  Serie A Élite e Serie A, che per molti anni fu il campionato di 2º livello nazionale.

## Formula
Il campionato prevede 48 squadre partecipanti suddivise in 4 gironi all'italiana, su base regionale e vicinanza territoriale, da dodici squadre ciascuno: le vincitrici di ciascun girone vengono promosse in Serie A, mentre le ultime due classificate di ogni girone vengono retrocesse in Serie C.

## Storia
La Serie B venne rifondata nel 2002, dopo che una nuova organizzazione fece diventare il Super 10 (oggi Serie A Élite) la prima divisione del rugby a 15 in Italia, davanti alla Serie A, declassata a seconda divisione.